# Fantastyczne zwierzęta: Tajemnice Dumbledore’a
Fantastyczne zwierzęta: Tajemnice Dumbledore’a (oryg. Fantastic Beasts: The Secrets of Dumbledore) – brytyjsko-amerykański film fantasy w reżyserii Davida Yatesa na podstawie scenariusza, napisanego przez J.K. Rowling i Steve’a Klovesa, inspirowany oryginalną historią autorstwa Rowling. Jest to trzecia część serii filmów Fantastyczne zwierzęta i jedenasty film franczyzy Wizarding World. W filmie wystąpili m.in. Eddie Redmayne, Jude Law, Ezra Miller, Dan Fogler, Alison Sudol, Callum Turner, Jessica Williams, Katherine Waterston, Richard Coyle i Mads Mikkelsen.
Film miał się pierwotnie ukazać w listopadzie 2020 roku. Ostatecznie przesunięto go na lipiec 2022 roku, a większość głównej obsady z dwóch pierwszych filmów potwierdziła swój udział w marcu 2020 roku. Zdjęcia główne miały rozpocząć się na początku 2020, ale zostały przełożone ze względu na pandemię COVID-19, a ostatecznie rozpoczęły się we wrześniu 2020. Johnny Depp, który w poprzednich filmach wcielał się w postać Grindelwalda, w listopadzie 2020 został zwolniony w związku z kontrowersjami, dotyczącymi jego związku z Amber Heard. Tego samego miesiąca ogłoszono, że zastąpi go Mads Mikkelsen. Zdjęcia kręcono do lutego 2021 roku.
Produkcja miała premierę w Londynie 29 marca 2022 roku, a do kin wszedł 7 kwietnia 2022 w Polsce, 8 kwietnia 2022 roku w Wielkiej Brytanii i 15 kwietnia w Stanach Zjednoczonych. Film otrzymał mieszane recenzje krytyków, choć uznano go za lepszy od poprzednika. Chwalono głównie kreację Mikkelsena.

## Streszczenie fabuły
W Bhutanie w 1932 roku Newt Scamander pomaga urodzić dziecko qlinowi – magicznemu stworzeniu, które potrafi zaglądać w duszę i przyszłość. Zwolennicy Gellerta Grindelwalda, którym przewodzi Credence Barebone, atakują i zabijają matkę, a noworodka porywają. Grindelwald zabija stwora, by wykorzystać jego zdolność do prekognicji. Newt jednak odkrywa, że qilin urodziła bliźnięta i jedno z nich udaje mu się uratować.
Albus Dumbledore, nie mogąc walczyć z Grindelwaldem z powodu paktu braterstwa krwi, werbuje Newta, jego brata Tezeusza, profesor zaklęć z Ilvermorny Eulalie „Lally” Hicks, senegalsko-francuskiego czarodzieja Yusufa Kamę oraz amerykańskiego mugola Jacoba Kowalskiego, by udaremnić plan czarnoksiężnika, mający na celu dominację nad światem. Yusuf Kama zostaje wysłany jako szpieg w bliskim otoczeniu Grindelwalda, natomiast reszta grupy zostaje wysłana do Berlina w Niemczech. Tam są świadkami, jak Międzynarodowa Konfederacja Czarodziejów (ICW) uniewinnia Grindelwalda ze wszystkich zarzutów kryminalnych, a następnie wysuwa jego kandydaturę na stanowisko Najwyższej Szychy Międzynarodowej Konfederacji Czarodziejów. ICW uważa, że aresztowanie Grindelwalda może zwiększyć jego poparcie, ale pokonanie go w legalnych wyborach będzie miało skutek odwrotny.
Zwolennicy Grindelwalda, którzy przejęli niemieckie Ministerstwo Magii, aresztują Tezeusza i planują zamordować jednego z konkurentów Grindelwalda – brazylijską kandydatkę Vicêncię Santos. Dumbledore zleca Newtowi i Lally uratowanie Tezeusza i udaremnienie zamachu. Podczas gdy Newt ratuje swojego brata z tajnego niemieckiego więzienia dla czarodziejów, Lally i Jacob udaremniają zamach. Jacob zostaje jednak wrobiony w próbę zabicia Grindelwalda, przez co wraz z Lally ledwo uchodzą z życiem. Grindelwald wysyła tymczasem Credence’a, by ten zamordował Dumbledore’a. Albus szybko jednak pokonuje Barebone’a, a ten okazuje się być nieślubnym synem młodszego brata Dumbledore’a, Aberfortha. Dowiedziawszy się, kim jest jego ojciec, Credence zaczyna wątpić w swoją lojalność wobec Grindelwalda.
Przywódcy czarodziejskiego świata spotykają się w Bhutanie, gdzie nowa Najwyższa Szycha Międzynarodowej Konfederacji Czarodziejów ma zostać wybrana zgodnie z pradawną tradycją, czyli poprzez uznanie go za godnego przez Qilina, który kłania się osobom o czystym sercu. Używając nekromancji, Grindelwald ożywia zwłoki Qilina, którego wcześniej zabił, i każe mu się pokłonić podczas ceremonii, manipulując w ten sposób wyborami. Udaje mu się to i natychmiast wypowiada wojnę wszystkim mugolom i torturuje Jacoba za próbę zamachu na jego życie; jednak Credence, Queenie Goldstein i Newt demaskują go. Służąca Scamandera przynosi ocalałego Qilina, który kłania się Dumbledore’owi, a także Santos. Wściekły Grindelwald próbuje zabić Credence’a, jednak Albus i Aberforth rzucają zaklęcie obronne. Zetknięcie obu zaklęć przerywa pakt braterstwa krwi, który powstrzymywał Dumbledore’a i Grindelwalda przed atakowaniem się nawzajem, co rozpoczyna walkę między nimi, jednak Grindelwald w końcu się wycofuje.
Umierający Credence wraca wraz ze swoim ojcem, Aberforthem do domu. Jacob i Queenie biorą ślub w piekarni w Nowym Jorku, na który przychodzi również Tina Goldstein. Dumbledore obserwuje ceremonię z daleka, a po jej zakończeniu dziękuje Newtowi, po czym sam odchodzi.

## Obsada
- Eddie Redmayne jako Newt Skamander, pracownik brytyjskiego Ministerstwa Magii, magizoolog[5][6].
- Jude Law jako Albus Dumbledore, potężny czarodziej, znany na całym świecie, profesor w Szkole Magii i Czarodziejstwa w Hogwarcie[5][6].
- Ezra Miller jako Credence Barebone / Aureliusz Dumbledore, odnaleziony przez Grindelwalda bratanek Albusa Dumbledore’a[5][6].
- Dan Fogler jako Jacob Kowalski, weteran I wojny światowej, właściciel piekarni, przyjaciel Newta i były kochanek Queenie[5][6].
- Alison Sudol jako Queenie Goldstein, młodsza siostra Tiny, dołącza do Grindelwalda, który obiecuje jej spełnienie marzenia o poślubieniu Jacoba[5][6].
- Callum Turner jako Tezeusz Skamander, starszy brat Newta Skamandera, pracownik Ministerstwa Magii[5][6].
- Jessica Williams jako profesor Eulalia „Lally” Hicks, nauczycielka zaklęć w Szkole Magii i Czarodziejstwa Ilvermorny[5][6].
- Katherine Waterston jako Tina Goldstein, auror i ukochana Newta[5][6].
- Richard Coyle jako Aberforth Dumbledore, młodszy brat Albusa Dumbledore’a i właściciel gospody Pod Świńskim Łbem[5][6].
- Mads Mikkelsen jako Gellert Grindelwald, potężny czarnoksiężnik, w młodości przyjaciel Dumbledore’a. Mikkelsen zastąpił w tej roli Johnny’ego Deppa, który wcielał się w postać w poprzednich filmach[5][6].

Ponadto w filmie wystąpili również: Victoria Yeates jako Bunty, asystentka Newta Skamandera, William Nadylam jako Yusuf Kama, francuski czarodziej pochodzenia senegalskiego i sojusznik Newta, który wcześniej próbował zabić Credence’a, uważając go za swojego przyrodniego brata Corvusa, Oliver Masucci jako szef Międzynarodowej Konfederacji Czarodziejów, Poppy Corby-Tuech jako Vinda Rosier, prawa ręka Grindelwalda, Fiona Glascott jako Minerva McGonagall, nauczycielka w Hogwarcie i współpracowniczka Albusa Dumbledore’a. Hebe Beardsall powtórzyła swoją rolę jako Ariana Dumbledore z filmu Harry Potter i Insygnia Śmierci: Część II.

## Produkcja

### Rozwój projektu
W październiku 2014 roku Warner Bros. Pictures ogłosiło, że seria Fantastycznych zwierząt będzie trylogią, której trzecia część zostanie wydana 20 listopada 2020 roku. W lipcu 2016 roku reżyser David Yates potwierdził, że J.K. Rowling ma już pomysły na scenariusz trzeciego filmu. W październiku 2016 roku ogłoszono, że seria zostanie rozszerzona do pięciu filmów, a Eddie Redmayne pojawi się we wszystkich jako Newt Scamander. Za produkcję będą odpowiadać Rowling, David Heyman, Steve Kloves i Lionel Wigram. W listopadzie 2016 Yates ujawnił, że wyreżyseruje wszystkie pięć filmów.
W listopadzie 2019 studio Warner Bros. wydało komunikat, w którym ogłosiło, że film będzie kręcony w Brazylii (Rio de Janeiro), a produkcja rozpocznie się wiosną 2020. Ujawniono także, że Steve Kloves, który wcześniej był scenarzystą filmów z serii o Harrym Potterze dołączył do ekipy filmowej jako współscenarzysta.

### Casting
W marcu 2020 roku potwierdzono, że do swoich ról z poprzednich filmów powrócą Jude Law, Johnny Depp, Ezra Miller, Alison Sudol, Dan Fogler, Callum Turner, Katherine Waterston i Jessica Williams oraz Eddie Redmayne. 6 listopada tego samego roku Depp ogłosił, że jednak nie powtórzy swojej roli jako Grindelwald po tym, jak Warner Bros. poprosiło go o rezygnację z powodu jego osobistych problemów prawnych. Depp nakręcił tylko jedną scenę w Londynie po rozpoczęciu produkcji we wrześniu 2020 roku, ale jego kontrakt przewidywał, że otrzyma wynagrodzenie niezależnie od tego, czy film zostanie ukończony, czy nie. Pensja Deppa wyniosła nawet do 16 milionów dolarów. 25 listopada 2020 roku Warner Bros. ogłosiło, że Deppa w roli Grindelwalda zastąpi Mads Mikkelsen.

### Zdjęcia
Prace na planie pierwotnie miały rozpocząć się 16 marca 2020, ale zostały przełożone z powodu pandemii COVID-19. Zdjęcia oficjalnie rozpoczęły się 20 września, z zachowaniem środków bezpieczeństwa, aby chronić obsadę i ekipę przed wirusem. 3 lutego 2021 zdjęcia w Wielkiej Brytanii zostały wstrzymane po tym, jak członek załogi uzyskał pozytywny wynik testu na COVID-19, lecz wznowiono je niedługo później. Kręcono je m.in. w parku w Windsorze. Kompozytor James Newton Howard potwierdził pod koniec tego samego miesiąca, że prace na planie zostały zakończone.

## Wydanie
Film miał ukazać się 12 listopada 2021, ale po odejściu Deppa oraz z powodu pandemii COVID-19, studio Warner Bros. przesunęło premierę na 15 lipca 2022. We wrześniu 2021 premiera filmu została przyspieszona o trzy miesiące do 15 kwietnia 2022. Wtedy też ogłoszono oficjalny tytuł filmu. Później ogłoszono, że film ukaże się tydzień wcześniej w Wielkiej Brytanii i Irlandii, 8 kwietnia 2022. 13 grudnia 2021 ukazał się pierwszy zwiastun do filmu, a 28 lutego 2022 drugi.
Film Fantastyczne zwierzęta: Tajemnice Dumbledore’a miał swoją światową premierę w Royal Festival Hall w Londynie 29 marca 2022. W Polsce i Australii zadebiutował 7 kwietnia 2022, w Wielkiej Brytanii i Japonii dzień później, w Stanach Zjednoczonych i Argentynie 15 kwietnia 2022, a na Filipinach 16 kwietnia 2022. W Zjednoczonych Emiratach Arabskich, Egipcie, Arabii Saudyjskiej i Katarze film pojawi się 28 kwietnia 2022 roku. Produkcja ma być dostępna w serwisie HBO Max 45 dni po premierze kinowej. Film został również wydany w wersjach 2D, IMAX, Dolby Cinema, 4DX i ScreenX.

## Odbiór
Film spotkał się z mieszanymi recenzjami krytyków. W serwisie Rotten Tomatoes 47% z 207 recenzji uznano za pozytywne, a średnia ocen wystawionych na ich podstawie wyniosła 5,5/10. Na agregatorze Metacritic średnia ważona ocen z 49 recenzji wyniosła 47 na 100 punktów. Według serwisu ⁣⁣CinemaScore⁣⁣, zajmującego się mierzeniem atrakcyjności filmów w Stanach Zjednoczonych, publiczność przyznała mu ocenę „B+” w skali od A+ do F. W badaniu przeprowadzonym przez konkurencyjny PostTrak 81% widowni przyznała pozytywną ocenę, a 63% publiczności „zdecydowanie poleca” film.